# Mr. E. Jones
Mr. E.Jones è un album del gruppo musicale italiano Nuova Idea, pubblicato nel 1972.

## Tracce
Testi di Enrico Casagni, musiche di Claudio Ghiglino
Lato A
1. Svegliati Edgar – 3:35
2. Mr. E. Jones – 3:15
3. Viaggio nel mondo dei sogni – 5:35
4. Un'ora del tuo tempo – 5:30
5. Fumo di una sigaretta – 2:23

Durata totale: 20:18
Lato B
1. Illusione da poco – 9:08
2. Premio di una vita – 7:08
3. Un altro giorno – 4:00

Durata totale: 20:16

## Musicisti
- Giorgio Usai - organo Hammond, mellotron, sintetizzatore, sistro, clavicembalo, pianoforte, Fender Rhodes, voce
- Antonello Gabelli - chitarra elettrica, sintetizzatore, voce
- Claudio Ghiglino - chitarra elettrica, chitarra acustica, chitarra 12 corde, voce
- Enrico Casagni - basso, voce
- Paolo Siani - batteria, timpani, campana, congas, gong, voce

Note aggiuntive
- Gianfranco Reverberi, Nuova Idea - produttori
- Franco Orlandini - arrangiamenti (solo brano: Un'ora del tuo tempo)
- Roberto Di Muro Villicich - ingegnere del suono
- Lino Castriotta - assistente ingegnere del suono[1]